# Blötebågens naturreservat
Blötebågen är ett naturreservat i Tjärnö socken i Strömstads kommun i Bohuslän.
Området är skyddat sedan 1976 och omfattar 3 hektar. Det är beläget på Norra Öddö söder om Strömstad. 
I detta naturreservat växer bohuslinden, som är en av de mest sällsynta trädarterna i Sverige. Den förekommer vild endast på tre platser. Samtliga i Bohuslän och två av dem på Norra Öddö. 
Blötebågen förvaltas av Västkuststiftelsen.